# Antonius (namn)
Antonius är ett mansnamn från romerska släktnamnet Antonius. I Sverige innan 1901 fanns namnsdagar den 17 januari för Den helige Antonius och den 13 juni för Antonius av Padua.

## Personer med namnet
- Antonius av Padua (1195–1235), en portugisisk-italiensk augustiner- och sedan franciskanermunk, präst och teolog, helgon, kyrkolärare
- Antonius Felix (000-talet), prokurator i Judeen 52-60 e.Kr
- Antonius Grott (–1613), guldsmed, myntmästare och medaljkonstnär i Stockholm
- Antonios (patriark) (född 1927) i den eritreansk-ortodoxa kyrkan
- Den helige Antonius (251–356), en egyptisk eremit, ökenfader och abbot

## Varianter av namnet[1]
- Andon (bulgariskt)
- Antal (ungerskt)
- Antanas (litautiskt)
- Antoine (franskt)
- Anton (tyskt, ryskt, skandinaviskt)
- Antonín (tjeckiskt)
- Antonio (italienskt, spanskt)
- Antony, Anthony, Tony (engelskt)
- Antoon, Teunis, Teun (holländskt)
- Anttoni, Antton, Toni (finskt)
- Antun (kroatiskt)
- Tönne (tyskt)
- Tønnes (danskt, norskt)